# Beatrix Neundlinger
Beatrix Neundlinger (née en 1947 à Vienne) est une chanteuse autrichienne.

## Carrière
Beatrix Neundlinger est chanteuse, flûtiste et saxophoniste. En 1968, elle fonde le groupe Milestones qui représentera l'Autriche au Concours Eurovision de la chanson 1972. En 1976, elle intègre le groupe Schmetterlinge qui participe au Concours Eurovision de la chanson 1977 puis est présente lorsqu'il devient une troupe de théâtre. En 2004, elle crée un autre groupe musical, 9dlinger und die geringfügig Beschäftigten.
À côté de sa carrière artistique, elle s'engage dans le social. En 1995, elle fait partie des fondateurs à Vienne d'une maison en faveur des demandeurs d'asile. Depuis 2002, Neundlinger travaille dans l'éducation des personnes adultes.